# 本宮 (大津市)
本宮（もとみや）は、滋賀県大津市にある地名。現行行政地名は本宮一丁目及び本宮二丁目。

## 地理
大津市の南西部に位置し、東と南東に竜が丘、西に朝日が丘、北東に石場、北西に松本と接している。

## 歴史
- 1967年（昭和42年）4月1日 - 松本石場町、馬場西町、松本本宮町の各一部を分離し、本宮一丁目及び本宮二丁目を新設設置[1]。

## 世帯数と人口
2019年（平成31年）4月1日現在の世帯数と人口は以下の通りである。
| 丁目       | 世帯数    | 人口    |
| ---------- | --------- | ------- |
| 本宮一丁目 | 22世帯    | 52人    |
| 本宮二丁目 | 1,247世帯 | 2,629人 |
| 計         | 1,269世帯 | 2,681人 |

### 人口の変遷
国勢調査による人口の推移。
| 1995年（平成7年）  | 2,391人 | [ 6 ]  |  |
| 2000年（平成12年） | 2,856人 | [ 7 ]  |  |
| 2005年（平成17年） | 2,856人 | [ 8 ]  |  |
| 2010年（平成22年） | 2,814人 | [ 9 ]  |  |
| 2015年（平成27年） | 2,776人 | [ 10 ] |  |

### 世帯数の変遷
国勢調査による世帯数の推移。
| 1995年（平成7年）  | 754世帯   | [ 6 ]  |  |
| 2000年（平成12年） | 924世帯   | [ 7 ]  |  |
| 2005年（平成17年） | 924世帯   | [ 8 ]  |  |
| 2010年（平成22年） | 1,005世帯 | [ 9 ]  |  |
| 2015年（平成27年） | 1,023世帯 | [ 10 ] |  |

## 学区
市立小・中学校に通う場合、学区は以下の通りとなる。
| 丁目       | 番・番地等                               | 小学校             | 中学校             |
| ---------- | ---------------------------------------- | ------------------ | ------------------ |
| 本宮一丁目 | 全域                                     | 大津市立逢坂小学校 | 大津市立打出中学校 |
| 本宮二丁目 | 8番41～51号 9～17番 18番8～18号 19～29番 | 大津市立平野小学校 | 大津市立打出中学校 |
| 本宮二丁目 | その他                                   | 大津市立逢坂小学校 | 大津市立打出中学校 |

## 交通
- 国道1号
- 滋賀県道56号大津インター線

## 施設
- 大津市民病院
- 大津市立打出中学校
- 大津本宮郵便局

## その他

### 日本郵便
- 郵便番号 : 520-0804[4]（集配局：大津中央郵便局[12]）。